# Дойл, Адриан Конан
Адриа́н Малкольм Ко́нан Дойл (англ. Adrian Conan Doyle, 19 ноября 1910, Кроуборо, Суссекс, Англия — 3 июня 1970, Женева, Швейцария) — английский писатель, сын известного английского писателя Артура Конан Дойла.

## Биография

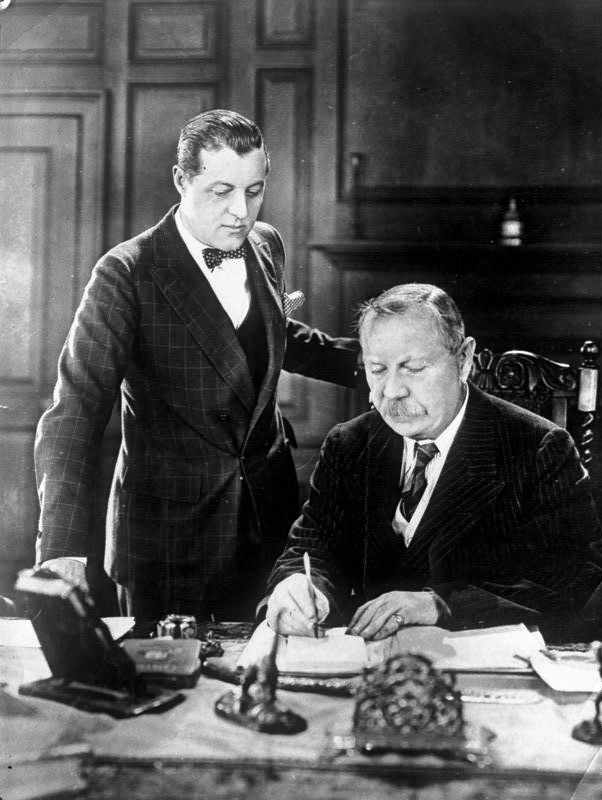
Адриан (слева) с отцом, 1930 год

Родился от второго брака А. Конан Дойла с Джин Элизабет Леки. У Адриана были старший брат Денис Перси Стюарт (1909—1955) и младшая сестра Джин Лена Аннет (1912—1997). Увлекался ездой на гоночных машинах, охотой на крупную дичь, биограф Эндрю Лайсетт характеризует его как мота и плейбоя, который вместе со своим братом Денисом «использовал имущество Конан Дойла в качестве дойной коровы»
Был женат на уроженке Дании Анне Андерсен, стал литературным душеприказчиком своего отца после смерти матери в 1940 году. В 1965 году в Швейцарии основал Фонд сэра Артура Конан Дойла.
После смерти Адриана его сестра Джин Конан Дойл взяла на себя распоряжение литературным наследством Артура Конан Дойла.

## Открытие неопубликованных произведений о Шерлоке Холмсе и докторе Ватсоне
12 сентября 1942 года агентство Ассошиэйтед Пресс сообщило, что Адриан обнаружил в сундуке с фамильными документами неопубликованные произведения о Шерлоке Холмсе авторства Артура Конан Дойла. Это сообщение вызвало критику со стороны ряда экспертов, в частности, Джон Л. Лелленберг заявил в Nova 57 Minor, что рукопись напечатана, а не написана от руки почерком Конан Дойла. Дочь сэра Артура Джин заявила, что эта рукопись не была написана её отцом, после чего Адриан Конан Дойл отказался публиковать рукопись.
В сентябре 1945 года биограф Артура Конан Дойла, Хескет Пирсон, получил письмо от архитектора по имени Артур Уитакер, в котором сообщалось, что упомянутый рассказ он послал Артуру Конан Дойлу в 1911 году с предложением стать соавтором и опубликовать совместно. А. К. Дойл отказался от этого предложения, но послал Уитакеру чек на десять гиней в качестве оплаты за эту историю, и Уитакер сохранил копию этого чека. Узнав об этом, Адриан потребовал доказательств и пригрозил обращением в суд. После нескольких лет разбирательств, в ходе которых была представлена копия чека и заслушаны свидетельские показания людей, читавших рассказ Уитакера в 1911 году, семья Дойлов признала авторство Уитакера. Рассказ был опубликован в сборнике о дальнейших приключениях Шерлока Холмса.

## Продолжение историй о Шерлоке Холмсе и Докторе Ватсоне
В соавторстве с Джоном Диксоном Карром, а также самостоятельно Адриан Конан Дойл написал ряд рассказов-сиквелов о Шерлоке Холмсе. Основой этих рассказов послужили упоминания о делах Шерлока Холмса в произведениях его отца, но не описанных им самим. Эти рассказы были написаны в 1952—1953 годах, но опубликованы только в 1954 году под названием «Подвиги Шерлока Холмса» (англ. The Exploits of Sherlock Holmes). Адриан Конан Дойл написал также биографию своего отца «Истинный Конан Дойл» (1945).

### Рассказы о Шерлоке Холмсе
Подвиги Шерлока Холмса или «Неизвестные приключения Шерлока Холмса»:
- Адриан Конан Дойл и Джон Диксон Карр:
  - «Тайна семи циферблатов»
  - «Тайна золотых часов»
  - «Тайна восковых картёжников»
  - «Загадка в Хайгейте»
  - «Черный баронет»
  - «Тайна запертой комнаты»
- Адриан Конан Дойл:
  - «Убийство в Фоулкс-Рэте»
  - «Загадка рубина „Аббас“»
  - «Две женщины»
  - «Чёрные ангелы»
  - «Тайна дептфордского чудовища»
  - «Рыжая вдовушка»

### Произведения, не связанные с Шерлоком Холмсом
- Lone Dhow
- The Lover of the Coral Glades
- Heaven has Claws